# Alfred Agache (peintre)
Pour les articles homonymes, voir Alfred Agache et Agache.
Alfred Pierre Joseph Agache né le 29 août 1843 à Lille et mort le 3 septembre 1915 à Cour-sur-Loire, est un peintre français.

## Biographie
Alfred Agache est le fils de Donat Agache, industriel lillois. Destiné à une carrière dans l'entreprise familiale de filature de lin, il est plus intéressé par la musique. Au retour d'un voyage de plus d'un an, de 1872 à 1874, qui le mène en Égypte, en Inde et au Japon, il choisit de se tourner définitivement vers une carrière artistique. Il reçoit sa formation à l’École académique de Lille sous la direction d'Henry Pluchart (1835-1898) et d'Alphonse Colas.
Il expose à de nombreuses reprises au Salon de Paris, jusqu'à sa mort. Membre de la Société des artistes français, il obtient une médaille de troisième classe en 1885. Il est médaillé d'or à la World's Columbian Exposition de 1893 à Chicago où il envoie ses deux tableaux : Vanité et L'Annonciation.
Il a été membre de la délégation de la Société nationale des beaux-arts de 1901 à 1905.
Entré à la commission du musée de peinture de Lille en 1892, il accepte la charge de conservateur général des musées de Lille en 1894 avant de démissionner à la fin de 1895. Il est promu officier de la Légion d'honneur en 1910.
Il est l'oncle de l'urbaniste et architecte Alfred Agache (1875-1959). Son frère Édouard Agache est le patron des établissements Kuhlmann au début du XXe siècle.

## Distinctions
- Officier de la Légion d'honneur (1910)

## Œuvres dans les collections publiques
Canada
- Toronto, Art Gallery of Ontario : L'Épée, 1896.

États-Unis
- Providence, Université Brown, Annmary Brown Memorial : Les Couronnes, 1909.

France
- Gray, musée Baron-Martin : Le Deuil de la gloire.
- Lille, palais des Beaux-Arts :
  - Portrait de femme âgée, 1880 ;
  - Les trois Parques, 1882 ;
  - Vanité, 1885 ;
  - Fortuna, 1885 ;
  - Jeune Fille assise tenant des fleurs dans les bras, 1889, médaille d'argent à l'Exposition universelle de 1889.
- Rouen, musée des Beaux-Arts : Énigme, 1888.
- Lisieux, musée d'Art et d'Histoire : Jeune femme à l'œillet, 1888.
- Roubaix, La Piscine : Portrait ou La Femme aux chardons, 1905.
- Valenciennes, musée des Beaux-Arts : Portrait de jeune femme, 1883.

Œuvres d'Alfred Agache
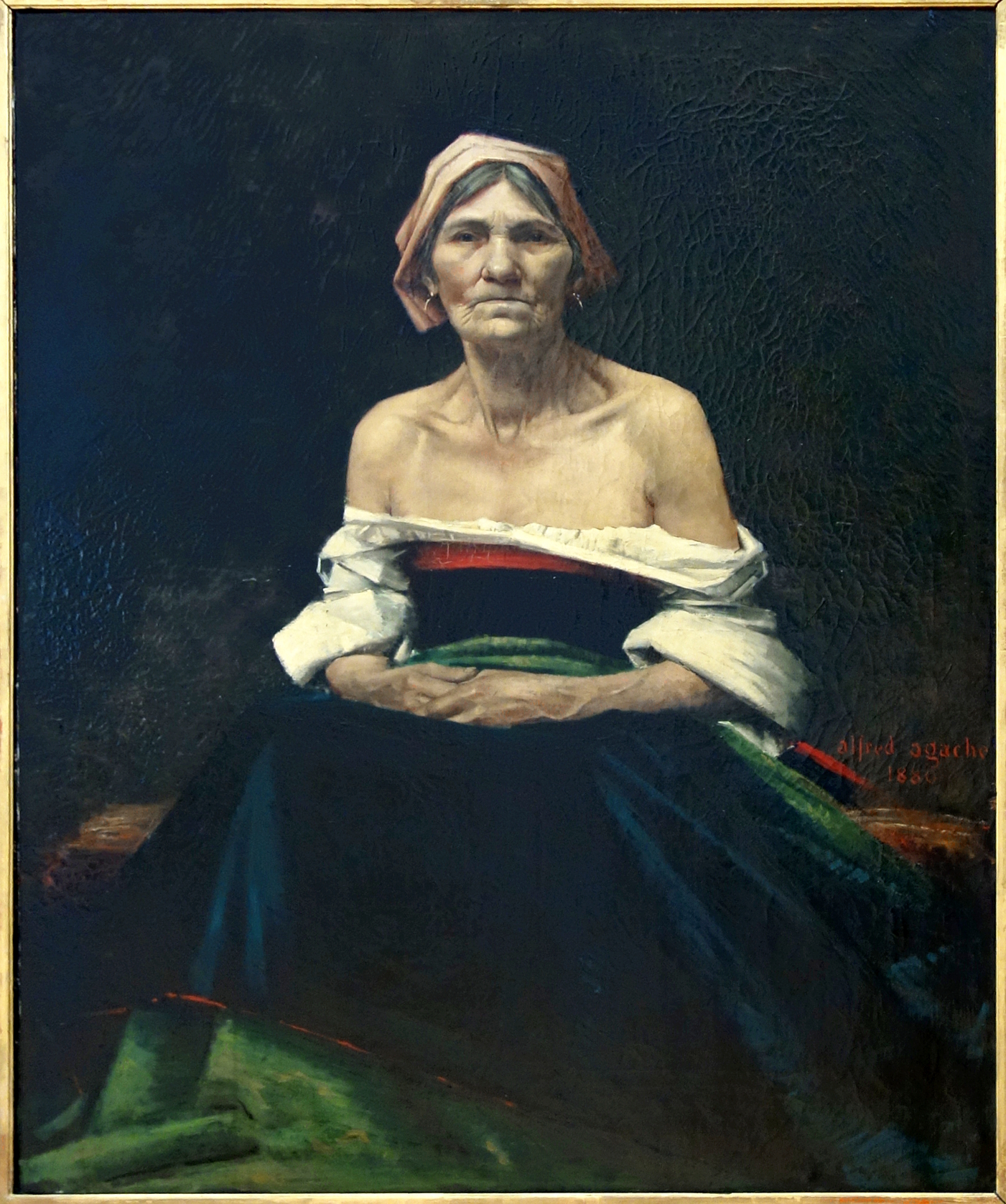
Vieille femme, 1880 - Palais des Beaux arts de Lille
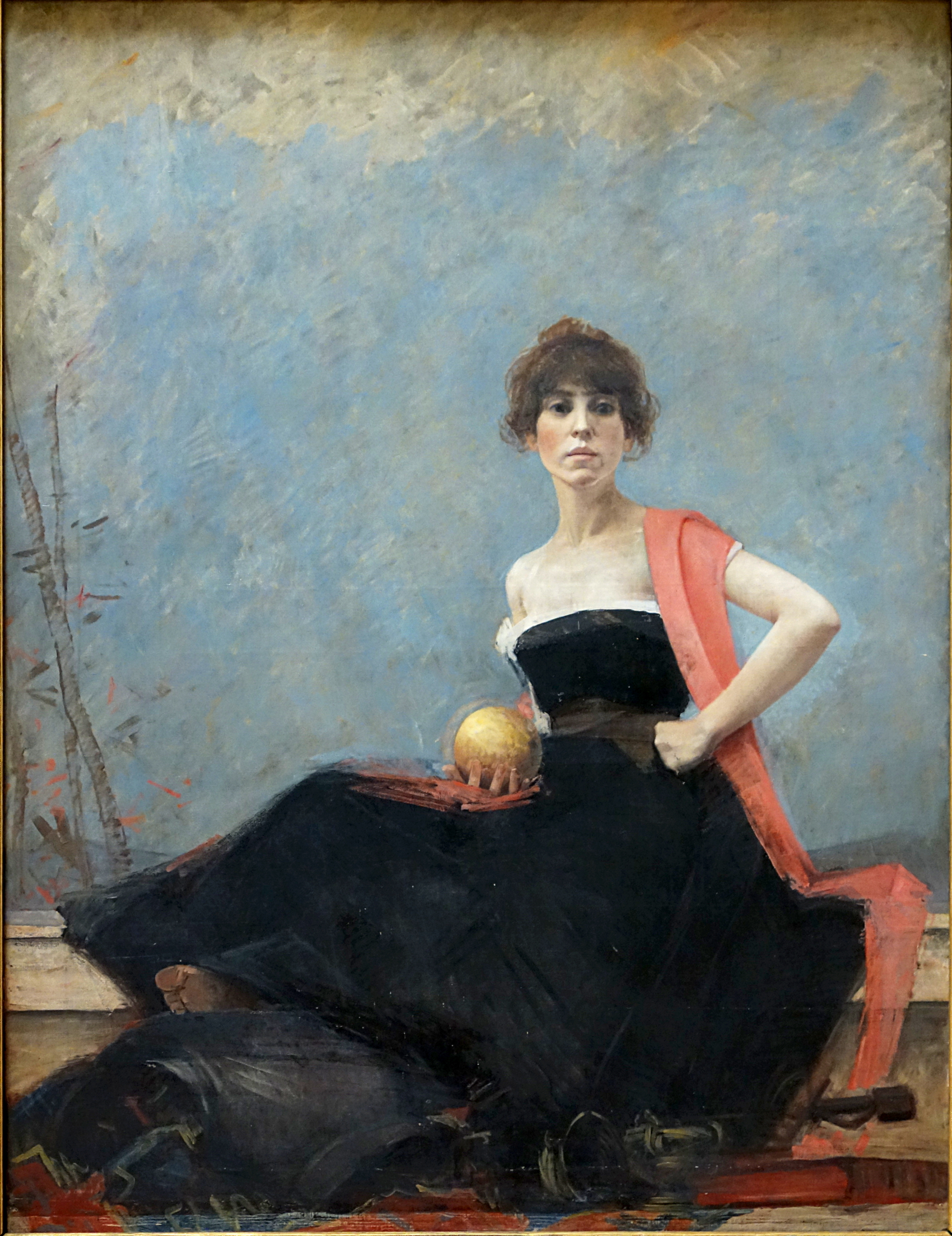
Vanité (1885), palais des Beaux-Arts de Lille.
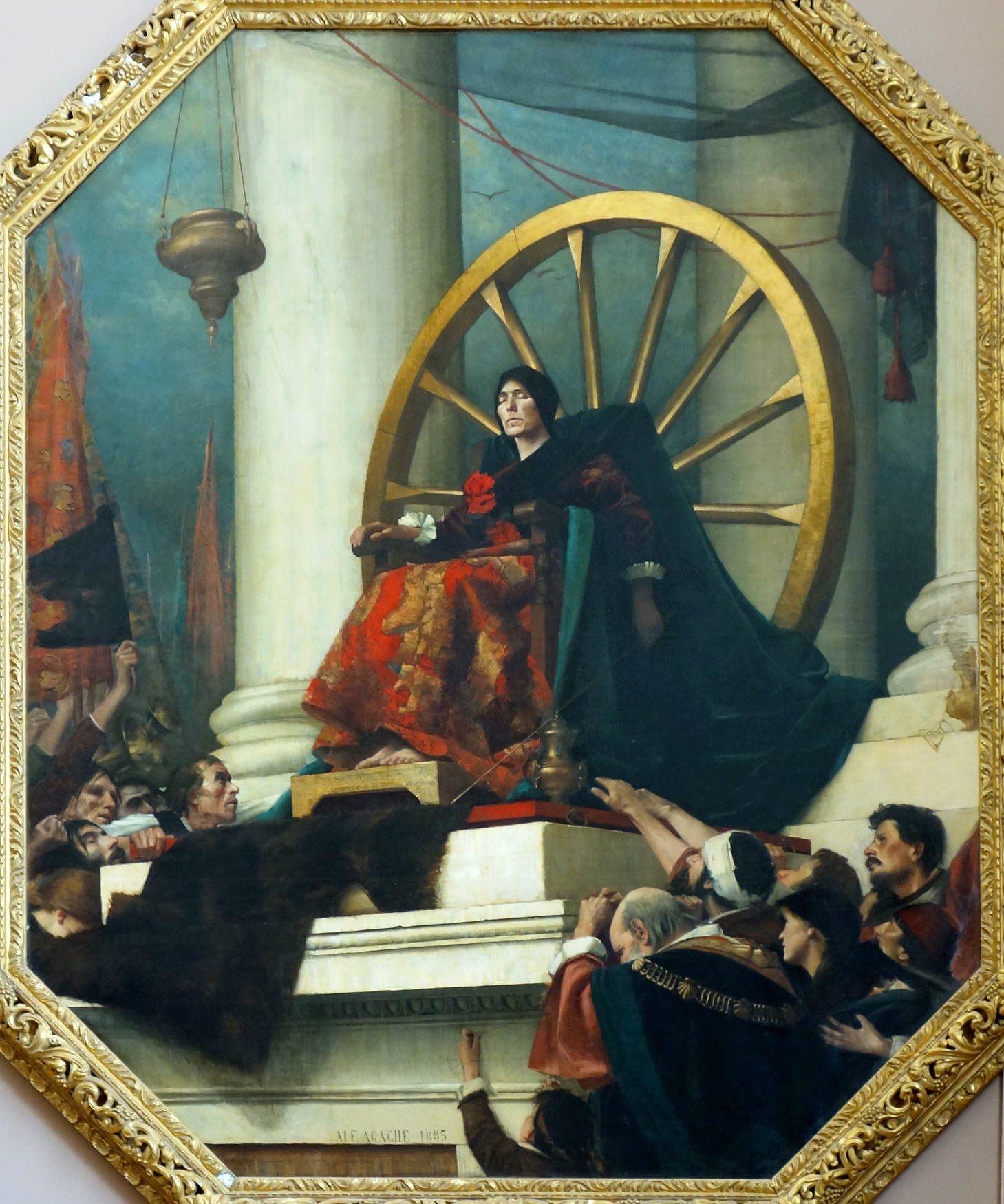
Fortuna (1885), palais des Beaux-Arts de Lille.
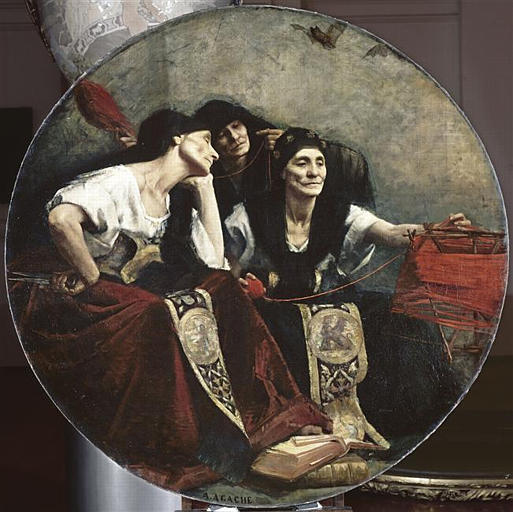
Les trois Parques (vers 1885), palais des Beaux-Arts de Lille.
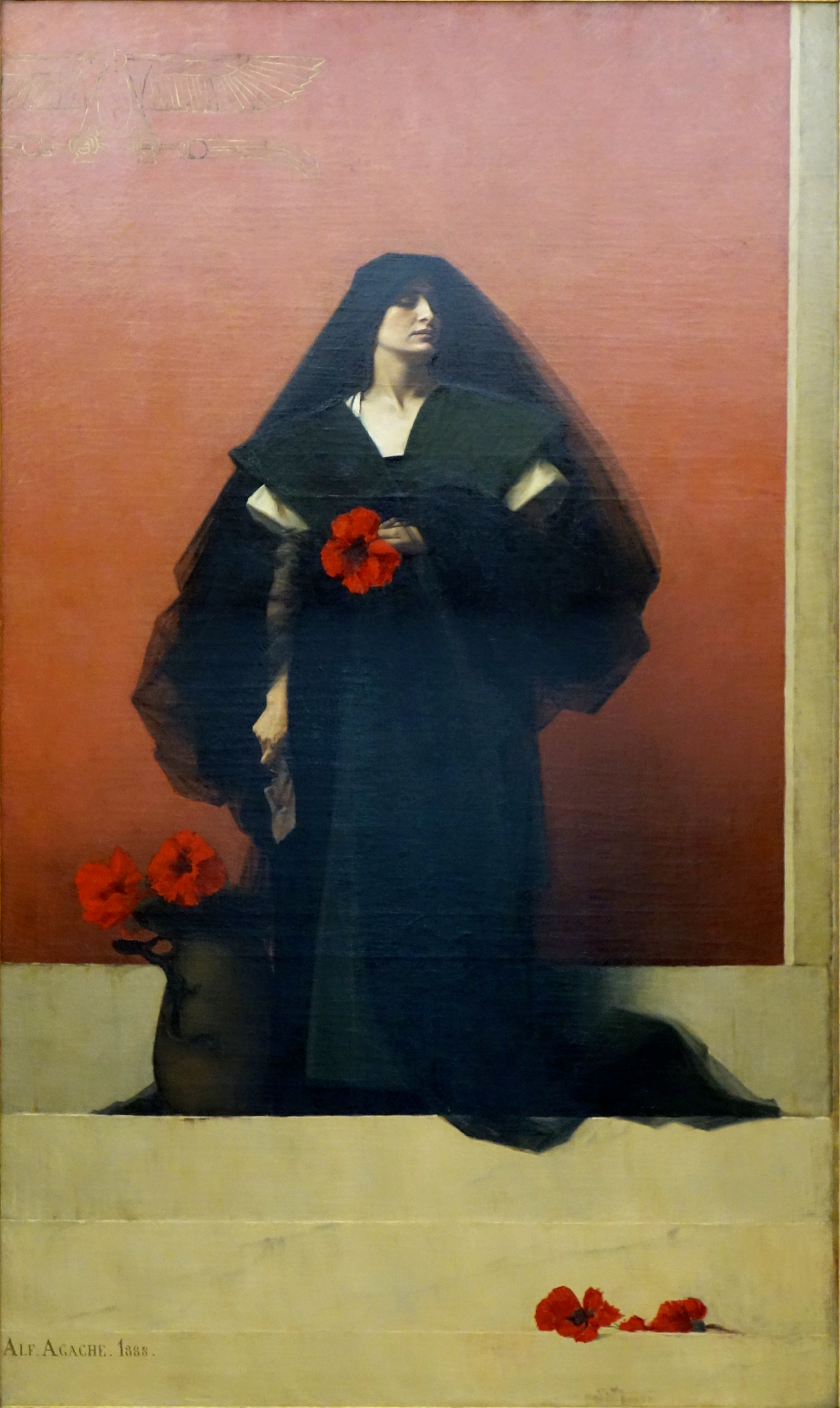
L'Énigme (1888), musée des Beaux-Arts de Rouen.
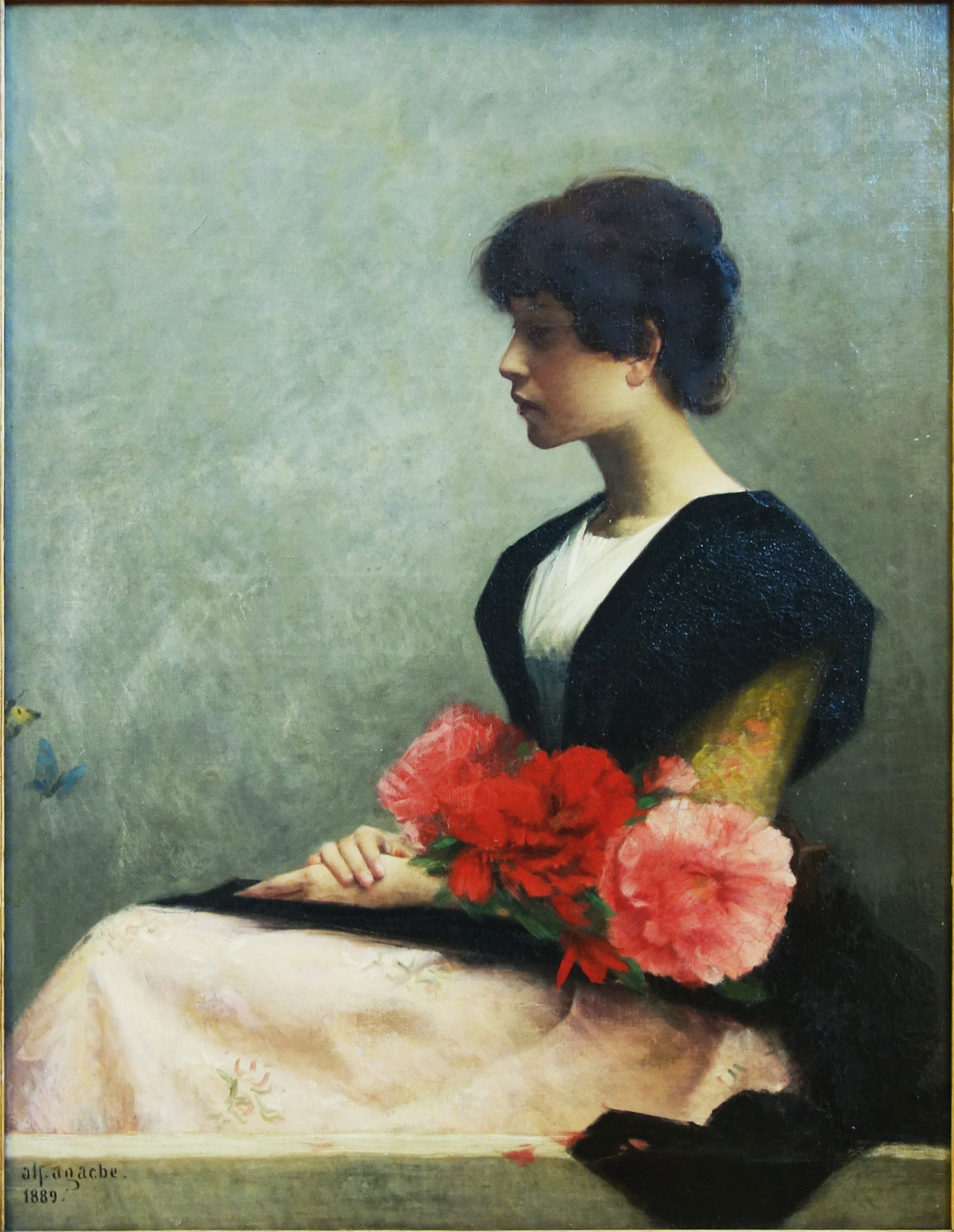
Jeune femme assise tenant des fleurs dans les bras (1889), palais des Beaux-Arts de Lille.
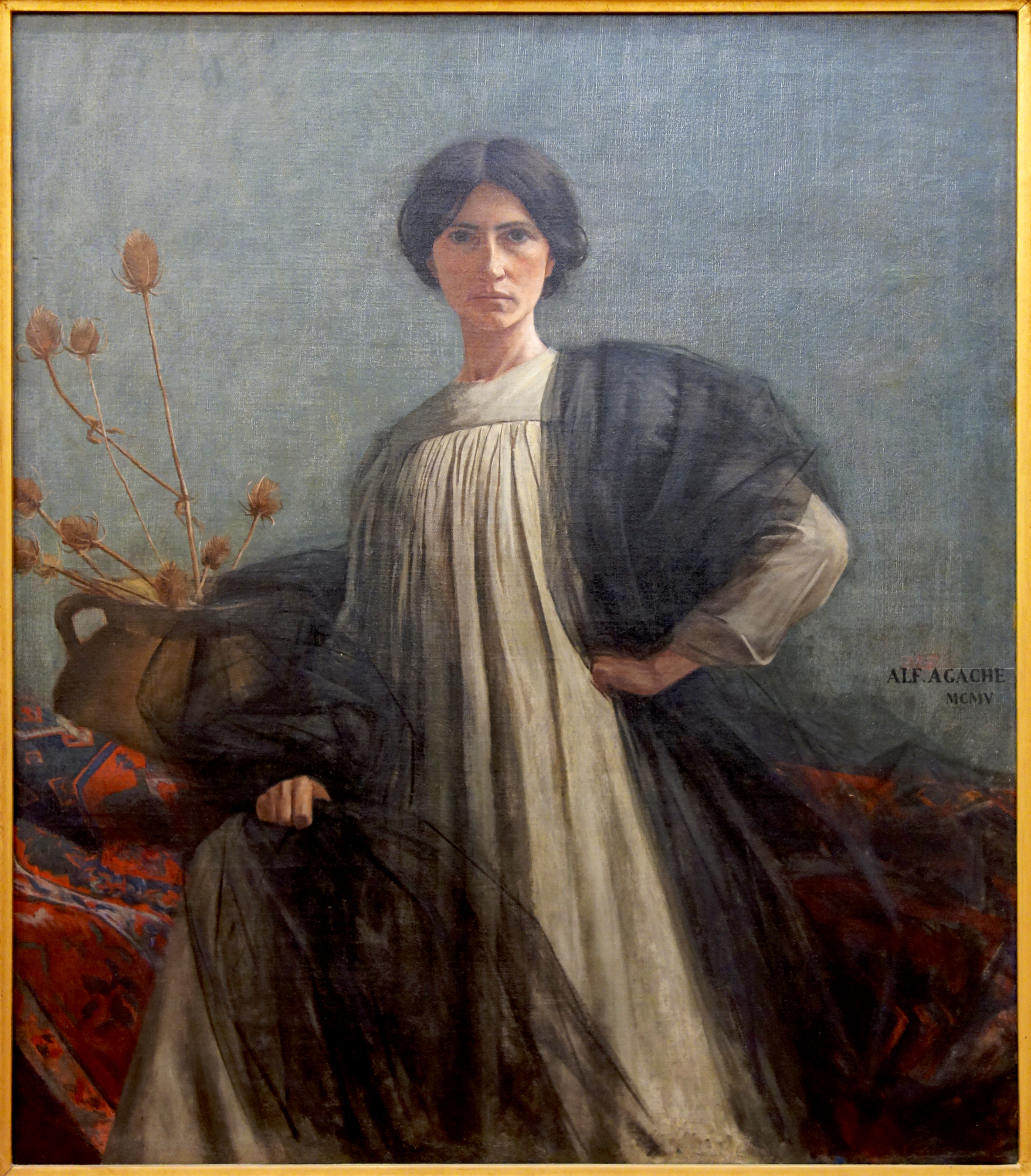
La Femme aux Chardons (1905), Roubaix La Piscine